# San Gregorio (Santa Fe)

San Gregorio es una localidad del departamento General López, en la provincia de Santa Fe, República Argentina.
Ubicada a  388km de la capital provincial Santa Fe de la Vera Cruz.

## Historia

### Prefundación
"Ancalu Chico ( San Gregorio 1875 – hace 137 años ) era un rincón de naderías tiradas en forma de algunos ranchos, tan precarios como audaz la creencia que con eso atajarían al ranquel. Dos lagunas elevadas en dos médanos, con un paso en el centro, daban geografía para la estrategia". Mari Quilá –Guido Quintana –
Este relato nos habla de los inicios del San Gregorio que hoy conocemos; cuando la  batalla de Caseros  a las que  Guillermo Cejas  alias "Caloo" asistió a las tropas de  Urquiza, el pago fue con tierras , y antes de que  Diego de Alvear  “tomara posesión” por así ordenarlo en el fallo la  Suprema Corte de Justicia de la Nación, el Capitán expedicionario al desierto, Guillermo Cejas, había recibido 240 hectáreas en el “alto verde”, como él lo llamaba (a 3000 metros del emplazamiento actual).
En él construyó su Palacio para vivir, el frente del mismo decía “1860“, y su bóveda privada enclavada a pasos de su vivienda , donde sus muertos permanecieron hasta el traslado definitivo a la Bóveda Familiar en el actual Cementerio en el año 1922.
En el mismo territorio y por el pago en participar en la lucha contra el “Indio” y la asistencia a los fortines durante esa época “brava” de la pampa desértica, les fueron adjudicados a Ruiz Huidobro, Arredondo, Luna, Cañete, Guiñazú, y otros más, parcelas de territorio cercanas a las del Cacique Guillermo.
Cuando se define la pertenencia de todo el territorio del Sur Santafesino ( 1874) a manos de Diego de Alvear, este cambia las ubicaciones de los “pequeños” colonos y los pone a los extremos de su propiedad; pasarían más de 19 años (hasta 1893) antes de que la  Provincia de Santa Fe  reconociera el trazado actual de San Gregorio.
Desde aquel rancherío del 1875 , San Gregorio, recibió el nombre de Ancaloo Chico, Alto Verde, Colonia Ancalú y Pueblo de San Gregorio y finalmente SAN GREGORIO.
Josefina de Alvear, heredera de las 50.000 hectáreas de su padre Diego, asiste personalmente a la construcción de su casco de Estancia, en los médanos más altos , cercano al rancherío que conformaban, paisanos, soldadesca, e inmigrantes que venían tras la Paz de este continente: italianos, españoles, que en su gran mayoría, venían traídos por las compañías que les vendían tierras, que el Estado nacional les había proporcionado.
Ya corrían los años que van desde 1874 a 1893 y los “pobladores” de este Sur-Santafesino, seguían sufriendo los malones de Baigorrita y Epumen, que bajaban por las rastrillada que los llevaba hasta  Rosario, pasando por Melincue; surge ahí la figura del Capitán Pablo Vargas, un hombre de la Pampa, a quien le sobraba coraje para vivir en este pedazo de suelo y además conocía en profundidad a sus eventuales enemigos. Dos de sus Hijas: Petrona – Madre de Tito Ludueña y casada con Galván, vivieron entre nosotros y sus cuerpos descansan en el cementerio nuevo.
Fueron los años en que la historia de este San Gregorio , se nos desvanece, sólo la referencia de la  Batalla de Ancalú, donde Vargas estuvo presente, marcan un hito importante de la presencia de pobladores.
Hubo por aquellos años nacimientos y por supuesto muertes, de inmigrantes sin familia y de indios voroganos, hijos de la Pampa y de algunos mapuches que perdían sus vidas en las incursiones a las estancias, todos ellos eran enterrados en lugares comunes, con algunas identificaciones que el paso del tiempo hicieron perder y sus cuerpos forman parte de nuestra patria chica.

### Fundación
Decide Josefina Alvear, delimitar una población, requisito indispensable exigido por el Gobierno de Santa Fe, para lograr la radicación definitiva de ese rancherío, semisumergido en los médanos de la zona (recordemos que los Ranchos, eran construidos bajo tierra, con cuatro miradores , que eran la parte visible de los mismos , se bajaba por una escalera de madera, hacia el depósito de las armas, la cocina, la matera, de esa forma se defendían de los malones y de los vientos), marcó 136   manzanas, de las cuales 17 eran de 160 metros (una cuadra, medida española) x 100, y el resto de 100 x 100, con sus calles de 20 metros, 3 metros de vereda de cada lado y 12 metros de calle propiamente dicha con sus cunetas (al construirse el pavimento en 1967, el ancho de la calle es de dos paños de 4 metros cada una).
Debía donar, un terreno para la Iglesia, un terreno para la Comuna y cuatro manzanas en los extremos del Pueblo, una para basurero, una para Hospital, Una para leprosario y una para matadero, de ahí que las cuatro manzanas de los extremos estén prácticamente desabitadas.
Así en 1893 queda trazado y fundado San Gregorio.

### El cementerio
El cementerio en la manzana Nº136, comenzó a funcionar apenas se hicieron las marcaciones, fueron llevados hasta él los restos de los que desenterrados de los sitios donde estaban depositados y los que en los años 1874-1900, fallecieron en lo que se dio en llamar San Gregorio.
Italianos, españoles, croatas, gauchos e indios, recibieron sepultura en el lugar, conformando el “campo santo” de este naciente San Gregorio; pero en el año 1900, por disposición Comunal, se decidió construir un nuevo cementerio que estuviese más alejado del radio Urbano, recibiendo en donación un predio para su habilitación; el primer lote, fue adquirido por Doña Flora González , donde hoy esta emplazada la Bóveda de la Familia Galván; la Familia Cejas adquirió el suyo y los Aguerrondo hicieron lo mismo.
Pero quedaba aun trasladar los restos que permanecían en el Cementerio original y así fue como, los familiares de aquellos fundadores en el trabajo de este Pueblo, comenzaron a llevar a sus muertos al nuevo emplazamiento, la Sociedad Italiana hizo lo mismo con sus paisanos (mano derecha entrando por el pasillo central) y los españoles lo hicieron adquiriendo un terreno a la izquierda del centro del osario común.
```
Pero los que no tenían parientes, entre los que se encontraban los indios, dueños de la tierra y soldados muertos en batallas y por enfermedades, quedaron en el Viejo Cementerio y ahí están sus restos conformando el suelo de esa manzana 136.
```

La Comuna de San Gregorio trabaja en el proyecto de realizar una eco plaza en esa manzana.

## Creación de la comuna
- 18 de agosto de 1893.

## Santo patrono
- San Gregorio Nacianceno (9 de mayo)

## Instituciones educativas
- Jardín de Infantes Nº 251 Armonía Cadaveira de Pedrocco
- Colegio Divino Maestro Nº 1078
- Escuela Fiscal Nº 175 Bartolomé Mitre
- Escuela Especial Nº 2062
- Escuela de Educación Técnico Profesional Nº 317 Dr. Carlos Sylvestre Begnis
- Escuela Superior de Comercio Nº 39 José Ingenieros
- Jardin Maternal - Espacio Primera Infancia San Gregorio

## Parajes
- Campo La Chingola
- Colonia Morgan
- Las Liebres

## Instituciones deportivas
- Club Ancalú Sporting
- Club Rosario Puerto Belgrano
- Club River Plate

## Medios de comunicación

### Radio
- Radio del Pueblo 90.5
- Record FM 91.1

### Televisión
- medios ancaloo canal 16

## Parroquias de la Iglesia católica en San Gregorio
| Diócesis  | Venado Tuerto           |
| --------- | ----------------------- |
| Parroquia | San Gregorio Nazianceno |

## Sitios externos
- Wikimedia Commons alberga una categoría multimedia sobre San Gregorio.
- Coord. geográficas e imágenes satelitales de San Gregorio

- Datos: Q10367407
- Multimedia: San Gregorio, Argentina / Q10367407